# Industriminnet Rjukan-Notodden
Industriminnet Rjukan–Notodden  är ett världsarv i Telemark fylke i Norge.
Världsarvet omfattar industrierna och miljön runt Rjukan och Notodden och  beskriver hur vatten från sjön Møsvatn och anslutande vattendrag genom Tinnsjø användes i de vattenkraftverk vars elektricitet var en förutsättning för Norsk Hydros tillverkning av konstgödning.
Det omfattar också de privata järnvägarna Rjukanbanen och Tinnosbanen och  färjorna S/S Ammonia och M/S Storegut som fraktade produkterna ut i världen.
Det 50 km² stora området sattes upp på listan över 
tentativa världsarv år 2009 tillsammans med industriminnen i Odda och Tyssedal och utsågs till världsarv av Unesco år 2015.